# 蒙頂黄芽
蒙頂黄芽（もうちょうこうが、モンディンホァンヤー）は、中華人民共和国四川省雅安市蒙山県の黄茶の一種。有名な黄茶の1つに挙げられる。
蒙山（蒙頂山）は約2000年前に人類史上初の茶樹の人工栽培が行われたとされる地でもある。蒙山で作られる茶を総じて蒙頂茶と呼ぶ。1950年ごろの蒙頂茶の主流は蒙頂黄芽であったが、近年は緑茶の蒙頂甘露が主流となってきている。
春分の時期に芽と一芽一葉を摘んで作る。「悶黄（もんおう）」と呼ばれる工程に特徴があり、摘み取った茶葉を加熱した後、まだ熱いうちに少量に分けて紙に包み、温度と湿度でじっくりと蒸らすことで、まろやかな口当たりを生む。
茶葉は扁平で黄色みを帯びている。茶の液色は薄いが、甘さとコクはしっかりと感じられる。
唐の時代の文献に蒙頂黄芽の記述があり、明や清の時代には皇帝への献上茶ともなっていた。